# Odvuci me u pakao
Odvuci me u pakao (originalno: Drag Me to Hell) je horor film iz 2009. godine, redatelja Sama Raimija. Radnja filma odvija se oko mlade bankovne službenice Christine Brown (Alison Lohman), koja želeći impresionirati šefa odbija produžiti kredit Romkinji Syliviji Ganush (Lorna Raver). Kao osvetu, Ganush stavlja kletvu na Christine, prema kojoj će nakon tri dana biti odvučena u pakao, gdje će "gorjeti do vječnosti".
Film je premijerno prikazan na filmskom festivalu u Cannesu, te je dobio mnoge pozitivne kritike, a zarada filma trenutačno iznosi preko 90 milijuna dolara.

## Radnja filma
Godine 1969. u Pasadeni mladi par traži pomoć medija Shaune San Dene (Flor de Maria Chahua) jer njihov sin tvrdi da čuje i vidi čudovišta. San Dena pokuša pomoći obitelji seansom, no budu napadnuti od neviđene sile koja dječaka odvuče u vatreno grotlo.
Godine 2009. u Los Angelesu, kreditna službenica Christine Brown (Alison Lohman) nada se da će dobit mjesto pomoćnog menađera, za koje se natječe s kolegom Stuom Robinom (Reggie Lee). Želeći impresionirati šefa Jima Jacksa (David Paymer), koji joj je savjetovao da mora biti odlučna, odbija produžiti otplatu hipoteke staroj romkinji Sylviji Ganush (Lorna Raver), koju to veoma uzruja.
Na parkiralištu banke, Christinu napadne Sylvia. Nakon borbe, Sylvija joj otkida gumb s jakne, te pomoću njega stavlja kletvu na Christine. Kasnije, nakon što počinje čuti i vidjeti čudovište, Christine zajedno sa svojim dečkom Clayom Deltonom (Justin Long) odluči posjetiti gataoca Rhama Jasa (Dileep Rao), koji joj kaže da je progoni duh. Christine počinje dobivati noćne more o Ganush, te je odluči posjetiti, no dolazi na karmine, te saznaje da je umrla noć prije. Vraća se kod Rhama Jasa, koji joj objašnjava da je progoni moćni demon Lamia, koji će je mučiti tri dana, prije nego što je odvuče u pakao, te joj predlaže da žrtvuje životinju. Idući dan, nakon što ju demon nastavi proganjati, u očaju da zaustavi napade ubija svoju mačku. Misleći da je time zadovoljila demona, te da se više neće vraćati, odlazi na večeru kod Clayovih roditelja, no Lamia ju nastavlja proganjati.
Christine se vraća Rhamu, koji joj kaže da joj može pomoći Shauna San Dena (Adriana Barazza). Zajedno dolaze do San Dene koja priprema seansu u kojoj planira zarobiti Lamijin duh u kozi, te ju ubiti, čime bi demon nestao. San Dena dopušta Lamiji da uđe u njezini tijelo, te demon kaže da neće stati dok Christine ne umre. Tada Christine stavlja Shauninu ruku na kozu, te demon prelazi u njeno tijelo. Shauninin pomoćnik Miloš (Kevin Foster), u pokušaju da ubije kozu biva ugrizen, te demon preuzima njegovo tijelo. Shauna uspijeva protjerati demona sa seanse, no pritom umire. Rham Jas kaže Christini da je jedini način da se riješi kletve da nekome pokloni ukleti predmet, njen gumb.
Christine stavlja gumb omotnicu, te pokušava smislit kome bi ga poklonila, buduća da će ta osoba biti odvučena u pakao. Isprva ga je htjela dat svom kolegi Stuu, no predomišlja se, te uz Rhamovu pomoć saznaje da ga može predati Ganush. Stiže na groblje, te iskopava Ganushin grob i stavlja joj omotnicu u usta. Drugi dan, stiže na losanđelesku željezničku postaje, gdje se trebala sastati s Clayom. Kako stiže vlak, Clay kaže Christine da je našao njen gumb, te ona shvaća da je pomiješala omotnice. Prestravljena i u šoku, pada na tračnice te vlak kreće prema njoj, no prije nego što je stigao, pod njom se otvara vatreno grotlo te je odvlači u pakao.

## Uloge
- Alison Lohman kao Christine Brown: mlada bankovna službenica, koja bude prokleta i napadnuta od demona Lamije
- Justin Long kao Clayton "Clay" Dalton: Christinin dečko
- Lorna Raver kao Sylvia Ganush: starija romkinja koja stavlja kletvu na Christine. Umire dan nakon napada, no njen duh nastavlja proganjati Christine
- Dileep Rao kao Rham Jas: prorok koji pokušava pomoći Christine
- David Paymer kao Jim Jacks: Christinin šef
- Reggie Lee kao Stu Rubin: Christinin kolega
- Adriana Barraza kao Shaun San Dena: medij koja pokušava pomoći Christini i ubiti demona. Mladu San Denu glumi Flor de Maria Chahua
- Chelcie Ross kao Leonard Dalton: Claytonov otac
- Molly Cheek kao Trudy Dalton: Claytonova majka
- Bojana Novakovic kao Ilenka Ganush: unuka Sylvije Ganush
- Art Kimbro kao glas Lamije: moćni demon koji progoni Christine

## Glazba
Glazbu za film je skladao Christopher Young, koji je i prije surađivao s Raimijem na filmovima Dar i Spider-Man 3. Soundtrack je objavljen 18. kolovoza 2009. Sam Rimi je izjavio da je htio da se glazbom dočara nepostojeći svijet, svijet "natprirodnog".

#### Popis pjesama
1. "Drag Me to Hell" – 2:33
2. "Mexican Devil Disaster" – 4:33
3. "Tale of a Haunted Banker" – 1:52
4. "Lamia" – 4:06
5. "Black Rainbows" – 3:24
6. "Ode to Ganush" – 2:23
7. "Familiar Familiars" – 2:11
8. "Loose Teeth" – 6:31
9. "Ordeal by Corpse" – 4:35
10. "Bealing Bells with Trumpet" – 5:12
11. "Brick Dogs Ala Carte" – 1:46
12. "Buddled Brain Strain" – 2:51
13. "Auto-Da-Fe" – 4:31
14. "Concerto to Hell" – 5:59

## Vanjske poveznice
- Službena stranica  Arhivirana inačica izvorne stranice od 7. travnja 2019. (Wayback Machine)
- Drag Me to Hell u internetskoj bazi filmova IMDb-a